# Éliminatoires de la Coupe du monde de beach soccer 2023 : zone Europe
Navigation
Édition précédente Édition suivante
Les Éliminatoires de la Coupe du monde de beach soccer : zone Europe 2023 sont un  tournoi de beach soccer disputé par les équipes nationales européennes de beach soccer membres de l'UEFA. Le tournoi décide les quatre équipes qui vont à la Coupe du monde de beach soccer 2023 aux Émirats arabes unis.

Cet événement a lieu du 2 au 9 juillet à Bakou, en Azerbaïdjan

## Format
La compétition de qualification se compose de 3 étapes :
- Tour préliminaire : les 7 équipes sont réparties en deux groupes, un de quatre et l'autre de trois équipes. Les 2 vainqueurs de chaque groupe et le meilleur deuxième se qualifient pour la phase de groupes et rejoignent les 13 autres équipes.

- Phase de groupes : les 16 équipes sont réparties en quatre groupes de quatre. Les 2 premiers de chaque groupe sont qualifiés pour la phase à élimination directe. Les perdants jouent des matchs de classement pour la 9e à la 16e place.

- Phase à élimination directe : les 8 équipes jouent des quarts de finale de qualification pour Dubaï.

Les 4 vainqueurs de cette dernière phase sont qualifiés pour la Coupe du monde de beach soccer 2023.

## Équipes engagées
Les 7 équipes nationales au tour préliminaire :
- Norvège

- Grèce

- Danemark

- Tchéquie

- Lituanie

- Suède

- Malte

Les 13 équipes nationales qui font leur entrée en phase de groupes :
- Azerbaïdjan

- Italie

- Moldavie

- Estonie

- Espagne

- Ukraine

- Pologne

- Portugal

- Allemagne

- France

- Suisse

- Biélorussie

- Turquie

## Tour préliminaire

### Groupe A
| Rang | Équipe   | J | G | G+ | GP | P | Bp | Bc | +/- | Pts | Qualification    |
| ---- | -------- | - | - | -- | -- | - | -- | -- | --- | --- | ---------------- |
| 1    | Danemark | 2 | 2 | 0  | 0  | 0 | 10 | 2  | +8  | 6   | Phase de groupes |
| 2    | Grèce    | 2 | 1 | 0  | 0  | 1 | 7  | 4  | +3  | 3   | Phase de groupes |
| 3    | Norvège  | 2 | 2 | 0  | 0  | 2 | 2  | 13 | -11 | 0   |                  |

| Date           | Équipe 1 | Résultat | Équipe 2 |
| -------------- | -------- | -------- | -------- |
| 2 juillet 2023 | Norvège  | 1 - 7    | Danemark |
| 3 juillet 2023 | Grèce    | 1 - 3    | Danemark |
| 4 juillet 2023 | Norvège  | 1 - 6    | Grèce    |

### Groupe B
| Rang | Équipe   | J | G | G+ | GP | P | Bp | Bc | +/- | Pts | Qualification    |
| ---- | -------- | - | - | -- | -- | - | -- | -- | --- | --- | ---------------- |
| 1    | Lituanie | 3 | 3 | 0  | 0  | 0 | 11 | 5  | +6  | 9   | Phase de groupes |
| 2    | Tchéquie | 3 | 2 | 0  | 0  | 1 | 9  | 6  | +3  | 6   |                  |
| 3    | Suède    | 3 | 1 | 0  | 0  | 2 | 9  | 10 | -1  | 3   |                  |
| 4    | Malte    | 3 | 0 | 0  | 0  | 3 | 4  | 12 | -8  | 0   |                  |

| Date           | Équipe 1 | Résultat | Équipe 2 |
| -------------- | -------- | -------- | -------- |
| 2 juillet 2023 | Tchéquie | 3 - 1    | Suède    |
| 2 juillet 2023 | Malte    | 0 - 3    | Lituanie |
| 3 juillet 2023 | Tchéquie | 4 - 2    | Malte    |
| 3 juillet 2023 | Lituanie | 5 - 3    | Suède    |
| 4 juillet 2023 | Suède    | 5 - 2    | Malte    |
| 4 juillet 2023 | Lituanie | 3 - 2    | Tchéquie |

## Phase de groupes

### Groupe A
| Rang | Équipe      | J | G | G+ | GP | P | Bp | Bc | +/- | Pts | Qualification               |
| ---- | ----------- | - | - | -- | -- | - | -- | -- | --- | --- | --------------------------- |
| 1    | Italie      | 3 | 3 | 0  | 0  | 0 | 9  | 4  | +5  | 9   | Phase à élimination directe |
| 2    | Moldavie    | 3 | 2 | 0  | 0  | 1 | 10 | 7  | +3  | 6   | Phase à élimination directe |
| 3    | Estonie     | 3 | 1 | 0  | 0  | 2 | 10 | 13 | -3  | 3   | Matchs de classement        |
| 4    | Azerbaïdjan | 3 | 0 | 0  | 0  | 3 | 8  | 13 | -5  | 0   | Matchs de classement        |

| Date           | Équipe 1    | Résultat | Équipe 2 |
| -------------- | ----------- | -------- | -------- |
| 5 juillet 2023 | Italie      | 3 - 1    | Estonie  |
| 5 juillet 2023 | Azerbaïdjan | 2 - 3    | Moldavie |
| 6 juillet 2023 | Italie      | 3 - 1    | Moldavie |
| 6 juillet 2023 | Azerbaïdjan | 4 - 7    | Estonie  |
| 7 juillet 2023 | Estonie     | 2 - 6    | Moldavie |
| 7 juillet 2023 | Azerbaïdjan | 2 - 3    | Italie   |

### Groupe B
| Rang | Équipe   | J | G | G+ | GP | P | Bp | Bc | +/- | Pts | Qualification               |
| ---- | -------- | - | - | -- | -- | - | -- | -- | --- | --- | --------------------------- |
| 1    | Ukraine  | 3 | 2 | 1  | 0  | 0 | 11 | 6  | +5  | 8   | Phase à élimination directe |
| 2    | Espagne  | 3 | 2 | 0  | 0  | 1 | 14 | 8  | +6  | 6   | Phase à élimination directe |
| 3    | Pologne  | 3 | 1 | 0  | 0  | 2 | 7  | 8  | -1  | 3   | Matchs de classement        |
| 4    | Lituanie | 3 | 0 | 0  | 0  | 3 | 4  | 14 | -10 | 0   | Matchs de classement        |

| Date           | Équipe 1 | Résultat | Équipe 2 |
| -------------- | -------- | -------- | -------- |
| 5 juillet 2023 | Pologne  | 3 - 1    | Lituanie |
| 5 juillet 2023 | Espagne  | 3 - 4    | Ukraine  |
| 6 juillet 2023 | Ukraine  | 3 - 2    | Pologne  |
| 6 juillet 2023 | Espagne  | 7 - 2    | Lituanie |
| 7 juillet 2023 | Ukraine  | 4 - 1    | Lituanie |
| 7 juillet 2023 | Espagne  | 4 - 2    | Pologne  |

### Groupe C
| Rang | Équipe    | J | G | G+ | GP | P | Bp | Bc | +/- | Pts | Qualification               |
| ---- | --------- | - | - | -- | -- | - | -- | -- | --- | --- | --------------------------- |
| 1    | Portugal  | 3 | 3 | 0  | 0  | 0 | 20 | 10 | +10 | 9   | Phase à élimination directe |
| 2    | France    | 3 | 2 | 0  | 0  | 1 | 13 | 13 | 0   | 6   | Phase à élimination directe |
| 3    | Allemagne | 3 | 1 | 0  | 0  | 2 | 17 | 15 | +2  | 3   | Matchs de classement        |
| 4    | Grèce     | 3 | 0 | 0  | 0  | 3 | 6  | 18 | -12 | 0   | Matchs de classement        |

| Date           | Équipe 1  | Résultat | Équipe 2  |
| -------------- | --------- | -------- | --------- |
| 5 juillet 2023 | France    | 5 - 3    | Grèce     |
| 5 juillet 2023 | Portugal  | 8 - 6    | Allemagne |
| 6 juillet 2023 | Allemagne | 8 - 2    | Grèce     |
| 6 juillet 2023 | Portugal  | 7 - 3    | France    |
| 7 juillet 2023 | Allemagne | 3 - 5    | France    |
| 7 juillet 2023 | Portugal  | 5 - 1    | Grèce     |

### Groupe D
| Rang | Équipe      | J | G | G+ | GP | P | Bp | Bc | +/- | Pts | Qualification               |
| ---- | ----------- | - | - | -- | -- | - | -- | -- | --- | --- | --------------------------- |
| 1    | Biélorussie | 3 | 3 | 0  | 0  | 0 | 27 | 10 | +17 | 9   | Phase à élimination directe |
| 2    | Danemark    | 3 | 2 | 0  | 0  | 1 | 12 | 14 | -2  | 6   | Phase à élimination directe |
| 3    | Turquie     | 3 | 1 | 0  | 0  | 2 | 9  | 19 | -10 | 3   | Matchs de classement        |
| 4    | Suisse      | 3 | 0 | 0  | 0  | 3 | 10 | 15 | -5  | 0   | Matchs de classement        |

| Date           | Équipe 1    | Résultat | Équipe 2    |
| -------------- | ----------- | -------- | ----------- |
| 5 juillet 2023 | Biélorussie | 10 - 2   | Turquie     |
| 5 juillet 2023 | Danemark    | 3 - 2    | Suisse      |
| 6 juillet 2023 | Biélorussie | 8 - 2    | Danemark    |
| 6 juillet 2023 | Suisse      | 2 - 3    | Turquie     |
| 7 juillet 2023 | Turquie     | 4 - 7    | Danemark    |
| 7 juillet 2023 | Suisse      | 6 - 9    | Biélorussie |

### Matchs de classement
|  | Match pour la 13e-16e place | Match pour la 13e-16e place | Match pour la 13e-16e place | Match pour la 13e-16e place |                         |             | Match pour la 13e place | Match pour la 13e place | Match pour la 13e place | Match pour la 13e place |
|  |                             |                             |                             |                             |                         |             |                         |                         |                         |                         |
|  | 8 juillet                   | 8 juillet                   | 8 juillet                   | 8 juillet                   |                         |             | 9 juillet               | 9 juillet               | 9 juillet               | 9 juillet               |
|  | Azerbaïdjan                 | Azerbaïdjan                 | 3                           | 3                           |                         |             | 9 juillet               | 9 juillet               | 9 juillet               | 9 juillet               |
|  | Azerbaïdjan                 | Azerbaïdjan                 | 3                           | 3                           |                         |             | 9 juillet               | 9 juillet               | 9 juillet               | 9 juillet               |
|  | Lituanie                    | Lituanie                    | 2                           | 2                           |                         |             | 9 juillet               | 9 juillet               | 9 juillet               | 9 juillet               |
|  | Lituanie                    | Lituanie                    | 2                           | 2                           | Azerbaïdjan             | Azerbaïdjan | 6 ap (5)                | 6 ap (5)                |                         |                         |
|  | 8 juillet                   |                             |                             |                             | Azerbaïdjan             | Azerbaïdjan | 6 ap (5)                | 6 ap (5)                |                         |                         |
|  |                             |                             | Suisse                      | Suisse                      | 6 tab (4)               | 6 tab (4)   |                         |                         |                         |                         |
|  | Suisse                      | Suisse                      | Suisse                      | Suisse                      | 6 tab (4)               | 6 tab (4)   | 6 ap                    | 6 ap                    |                         |                         |
|  | Suisse                      | Suisse                      |                             |                             |                         |             |                         | 6 ap                    |                         |                         |
|  | Grèce                       | Grèce                       | 5                           | 5                           |                         |             |                         |                         |                         |                         |
|  | Grèce                       | Grèce                       | 5                           | 5                           | Match pour la 15e place |             |                         |                         |                         |                         |
|  |                             |                             |                             |                             |                         |             |                         |                         |                         |                         |
|  | 9 juillet                   |                             |                             |                             |                         |             |                         |                         |                         |                         |
|  | Lituanie                    | Lituanie                    | 4 ap (6)                    | 4 ap (6)                    |                         |             |                         |                         |                         |                         |
|  | Lituanie                    | Lituanie                    | 4 ap (6)                    | 4 ap (6)                    |                         |             |                         |                         |                         |                         |
|  | Grèce                       | Grèce                       | 4 tab (5)                   | 4 tab (5)                   |                         |             |                         |                         |                         |                         |
|  | Grèce                       | Grèce                       | 4 tab (5)                   | 4 tab (5)                   |                         |             |                         |                         |                         |                         |

|  | Match pour la 9e-12e place | Match pour la 9e-12e place | Match pour la 9e-12e place | Match pour la 9e-12e place |                         |           | Match pour la 9e place | Match pour la 9e place | Match pour la 9e place | Match pour la 9e place |
|  |                            |                            |                            |                            |                         |           |                        |                        |                        |                        |
|  | 8 juillet                  | 8 juillet                  | 8 juillet                  | 8 juillet                  |                         |           | 9 juillet              | 9 juillet              | 9 juillet              | 9 juillet              |
|  | Estonie                    | Estonie                    | 5 ap                       | 5 ap                       |                         |           | 9 juillet              | 9 juillet              | 9 juillet              | 9 juillet              |
|  | Estonie                    | Estonie                    | 5 ap                       | 5 ap                       |                         |           | 9 juillet              | 9 juillet              | 9 juillet              | 9 juillet              |
|  | Pologne                    | Pologne                    | 4                          | 4                          |                         |           | 9 juillet              | 9 juillet              | 9 juillet              | 9 juillet              |
|  | Pologne                    | Pologne                    | 4                          | 4                          | Estonie                 | Estonie   | 3 ap (3)               | 3 ap (3)               |                        |                        |
|  | 8 juillet                  |                            |                            |                            | Estonie                 | Estonie   | 3 ap (3)               | 3 ap (3)               |                        |                        |
|  |                            |                            | Turquie                    | Turquie                    | 3 tab (4)               | 3 tab (4) |                        |                        |                        |                        |
|  | Allemagne                  | Allemagne                  | Turquie                    | Turquie                    | 3 tab (4)               | 3 tab (4) | 4 ap (4)               | 4 ap (4)               |                        |                        |
|  | Allemagne                  | Allemagne                  |                            |                            |                         |           |                        | 4 ap (4)               |                        |                        |
|  | Turquie                    | Turquie                    | 4 tab (5)                  | 4 tab (5)                  |                         |           |                        |                        |                        |                        |
|  | Turquie                    | Turquie                    | 4 tab (5)                  | 4 tab (5)                  | Match pour la 11e place |           |                        |                        |                        |                        |
|  |                            |                            |                            |                            |                         |           |                        |                        |                        |                        |
|  | 9 juillet                  |                            |                            |                            |                         |           |                        |                        |                        |                        |
|  | Pologne                    | Pologne                    | 8                          | 8                          |                         |           |                        |                        |                        |                        |
|  | Pologne                    | Pologne                    | 8                          | 8                          |                         |           |                        |                        |                        |                        |
|  | Allemagne                  | Allemagne                  | 6                          | 6                          |                         |           |                        |                        |                        |                        |
|  | Allemagne                  | Allemagne                  | 6                          | 6                          |                         |           |                        |                        |                        |                        |

## Phase à élimination directe

### Quarts de finale (Qualification Mondial)
| 9 juillet 2023 | Biélorussie | 3 – 1 | France |  |  |
|                |             |       |        |  |  |
|                | Rapport     |       |        |  |  |

| 9 juillet 2023 | Portugal | 8 – 3 | Danemark |  |  |
|                |          |       |          |  |  |
|                | Rapport  |       |          |  |  |

| 9 juillet 2023 | Ukraine | 5 – 2 | Moldavie |  |  |
|                |         |       |          |  |  |
|                | Rapport |       |          |  |  |

| 9 juillet 2023 | Italie  | 4 – 3 ap | Espagne |  |  |
|                |         |          |         |  |  |
|                | Rapport |          |         |  |  |

| Équipe                                                             | Commentaire |
| ------------------------------------------------------------------ | ----------- |
| rowspan="4"\| Qualifié pour la Coupe du monde de beach soccer 2023 |             |
| Portugal                                                           |             |
| Ukraine                                                            |             |
| Italie                                                             |             |